# Andreu Bosch i Riba
Andreu Bosch i Riba   (Barcelona, 1750 - Barcelona, 1799) fou un mestre de cases i arquitecte català.

## Biografia
Va néixer en una família benestant de constructors. El pare, Andreu Bosch i Riera, -nat a Teià, el Maresme- fou mestre de cases actiu a Barcelona, i la mare Rita Riba, era la filla del també mestre de cases, Damià Riba.
L'any 1771 fou investit mestre per la Confraria de Mestres de Cases i Molers de Barcelona. L'any 1779 es traslladà a Madrid, on residí una temporada per conèixer directament les obres que, en mitjans oficials eren considerades modèliques per aquells que volien fer de l'arquitectura la seua professió. Amb pertinents recomanacions, contactà amb la Reial Acadèmia de San Fernando on presentà un projecte de temple i una memòria de mèrits, per concursar al títol d'arquitecte acadèmic.
La memòria, ve a ser a més d'allò que avui se’n diu curriculum vitae, una relació de “recomanacions” que d'ell en fan personalitats militars i polítiques, tan de Barcelona com de Madrid. Sobre els seus estudis, entre altres coses, diu que dels 13 als 16 anys estudià matemàtiques i llengües estrangeres al Col·legi de Nobles de Cordelles de Barcelona. De les primeres obres professionals, explica que fins als 23 anys en què s'examinà, practicà al costat del seu pare, i que després començà la direcció d'obra, tan per a particulars com per a comunitats religioses (en relaciona unes quantes). Posa èmfasi per dir que durant més de 5 anys fou encarregat de fer amb els enginyers els amidaments del camí que s'estava construint de Barcelona a Madrid. Finalment sobre les personalitats civils i militars que el recomanaven, cita el Conde del Asalto, governador de la ciutat, els seus antecessors, i entre d'altres, a l'"Excelentísimo Señor Don Pedro Martín Cermeño, quien le animó a que hiciese la presente solicitud”. Porta data de 22 de juliol de 1779.
El mateix any, després que li aprovessin el projecte de temple romà, l'Acadèmia el nomenà arquitecte i soci de mèrit. Fou el primer constructor català que obtingué aquest títol que atorgava la Reial Acadèmia de San Fernando. Aquella estada a la Cort li va servir per comprar tractats d'arquitectura i altra mena de llibres del seu interès cultural i professional. Fins i tot és possible que durant aquella estada tingués ocasió de viatjar a Itàlia.
Després d'haver aconseguit el títol, Bosch retornà al Principat on es dedicà a divulgar l'arquitectura neoclàssica, i a fer valer els privilegis que el reglament de l'Acadèmia li atorgava sobre immunitats, prerrogatives, exempcions, i la possibilitat d'exercir lliurement la professió sense tenir l'obligació d'incorporar-se en un gremi. A contracor, el gremi acatà les disposicions del reglament i Bosch es donà de baixa de la Confraria. Tanmateix, com és natural tot això li comportà hostilitat i seriosos enfrontaments amb l'antiga institució gremial que el novell acadèmic va poder trampejar escudant-se amb el prestigi i poder del seu pare. Un cop aquest va morir, l'any 1788, el panorama fou ben altre, Bosch es va convertir en blanc de totes les escomeses del gremi de mestres de cases. El gremi no podia acceptar els plantejaments que sorgien dels conflictes generats entre Bosch i ells. Fer-ho suposava reconèixer una superioritat als arquitectes acadèmics que sempre se’ls havia negat, perquè comportava, entre altres coses, cedir-los el control del sector barceloní de la construcció.
Va morir a principis del mes de setembre de 1799. Segons disposà al testament, va ser enterrat a l'església del Pi de Barcelona. A l'inventari post mortem figura una de les biblioteques més importants dels arquitectes del seu temps, formada per uns 160 volums, que corresponien gairebé a 1000 títols, entre els quals hi predominaven els que tenien relació amb la professió d'arquitecte. Tenia un important patrimoni immobiliari que sobretot havia heretat de son pare i que deixà als seus fills.

## Obra
Entre les obres en les quals va intervenir, cal esmentar que l'any 1791 va dibuixar els plànols per a un pont del riu Anoia. L'any següent, l'Acadèmia va trobar defectuosa la traça que Bosch havia realitzat per a l'església de Sant Martí de Vilallonga. Entre 1792 i 1793 va participar en unes obres de reforma de la Casa de Convalescència de l'Hospital General de Barcelona.
Per a Manuel Arranz, el temple parroquial de les Preses (la Garrotxa), l'autoria del qual no hi ha dubte que és de Bosch i Riba, es l'única obra que aporta alguna cosa sobre les seves concepcions arquitectòniques i de la seva manera de concretar-les: austeritat ornamental, simplicitat de línies i claredat compositiva. És a dir, l'estil que el defineix com un dels difusors del neoclassicisme a Catalunya.
Un exemple paradigmàtic de diferències de criteri amb l'Acadèmia, en què hi participà intensament Andreu Bosch, es va donar en motiu de la construcció de l'església parroquial de Barberà (Conca de Barberà). L'any 1792, un cop demanats per part del poble els permisos pertinents a les autoritats religioses i civils, la Real Academia de San Fernando va pensar que l'acadèmic Simó Ferrer Burgués dibuixés l'església. Ferrer aleshores treballava a Cartagena i l'encàrrec va passar a Andreu Bosch. Però els barberencs discretament anaven realitzant altres tràmits que els havien de dur al seu objectiu. El 1792 havien pagat trenta lliures a mestre Pomés, «per la planta de la Iglésia que havia fet» i mitja cuita de xocolata a fra Francesc de Montblanc «per la planta del campanà y portalada». A petició de l'Acadèmia, doncs, el 1792 Andreu Bosch realitzà per a Barberà unes traces acompanyades d'un pressupost de divuit mil lliures; traces que, curiosament, desestimaria la pròpia Acadèmia, que tornà a pensar en Simó Ferrer. Aquest no las va poder fer i Bosch fou novament requerit per fer-ne unes de més acadèmiques que també serien rebutjades. Això no obstant, el 14 de setembre de 1793, els comissionats de l'església de Barberà pagaven seixanta lliures a «Andreu Bosch arquitecto de Barcelona per los treballs de la planta sobre lo vintè».
Però la l'estira-i-arronsa entre l'Acadèmia i el poble conquenc continuà. A l'any següent, l'Acadèmia proposava a l'acadèmic Guillermo Casanova que fes uns nous dibuixos per a l'església de Barberà. Però allò que ignoraven a Madrid és que aleshores la construcció de l'església estava ja molt avançada (l'havien començada el 1792).
Aquesta insistència per part de l'Acadèmia en voler imposar la seua autoritat i la seua estètica, contrasta amb l'actuació rebeca del poble que tenia preferències estètiques i, sobretot, econòmiques de cara al nou temple. L'actuació del poble constitueix un exemple de l'estira-i-arronsa que al llarg del segle xviii, s'anà produint entre la Reial Acadèmia de Madrid i els gremis catalans, que continuaven amb molta força i suport popular per no acceptar imposicions de la Cort.
El 1794 el rector, Josep Cabirol, responia als experts madrilenys, concretament a l'acadèmic Casanova, que “suspendiese la formación del nuevo proyecto por no hallarse el pueblo actualmente en disposición de reedificar su yglesia”. A Barberà, l'any 1796 van acabar la construcció del seu temple parroquial segons els plànols que ells van escollir, i l'obra els costà 9000 lliures, la meitat d'aquell pressupost que els proporcionà l'Acadèmia.